# Onipan!
Onipan! (おにぱん!?) es una serie de televisión de anime japonés original creada por Norihiro Naganuma, animada por Wit Studio y producida por Shogakukan-Shūeisha Productions Está dirigida por Masahiko Ōta y escrita por Takashi Aoshima, con Yasuhiro Misawa componiendo la música. Tomari proporciona los diseños originales de onikko, mientras que Ryuuta Yanagi diseña los personajes. Se emitió de abril a julio de 2022 en el programa de variedades infantil Oha Suta de TV Tokyo.

## Personajes
Tsutsuji (つつじ?)
 Seiyū: Yume Nozaki
Himawari (ひまわり?)
 Seiyū: Mika Negishi
Tsuyukusa (つゆくさ?)
 Seiyū: Kokona Nonaka
Momozono-Momo (桃園桃?)
 Seiyū: Kaori Maeda
Issun-Bōko (一寸法子?)
 Seiyū: Miyu Tomita
Kuma (クマ?)
 Seiyū: Kikuko Inoue